# باشگاه فوتبال پیستویزه
اونیونه اسپورتیوا پیستویزه ۱۹۲۱ (به ایتالیایی: Unione Sportiva Pistoiese 1921) باشگاه فوتبال ایتالیایی‌ست که در شهر پیستویا، ناحیه توسکانی قرار دارد. پیستویه‌زه در حال حاضر در سری سی بازی می‌کند.